# Rottelsdorf (Kronach)
Rottelsdorf ist ein Gemeindeteil der Kreisstadt Kronach im Landkreis Kronach (Oberfranken, Bayern).

## Geographie
Der Weiler liegt am Fuße der bewaldeten Anhöhe Kienberg (476 m ü. NHN, 0,7 km südwestlich). Im Norden erstreckt sich ein breites Talbecken bestehend aus Acker- und Grünland, das durch den Haiger Bach und der Haßlach gebildet wurde. Ein Anliegerweg führt zu einer Gemeindeverbindungsstraße (0,3 km nördlich), die nach Gundelsdorf (0,7 km östlich) bzw. nach Haig zur Staatsstraße 2708 verläuft (1,1 km nordwestlich).

## Geschichte
Gegen Ende des 18. Jahrhunderts gab es in Rottelsdorf 4 Anwesen. Das Hochgericht übte das bambergische Centamt Kronach aus. Grundherr der 4 Viertelhöfe war die Stadt Kronach; vormals war es das Rittergut Haßlach.
Mit dem Gemeindeedikt wurde Rottelsdorf dem 1808 gebildeten Steuerdistrikt Gundelsdorf und der 1818 gebildeten Ruralgemeinde Gundelsdorf zugewiesen. Am 1. Januar 1978 wurde Rottelsdorf im Zuge der Gebietsreform in Bayern in Kronach eingegliedert.

### Einwohnerentwicklung
| Jahr      | 001818 | 001861 | 001871 | 001885 | 001900 | 001925 | 001950 | 001961 | 001970 | 001987 |
| Einwohner | 16     | 32     | 31     | 31     | 21     | 20     | 27     | 23     | 20     | 22     |
| Häuser    | 4      |        |        | 4      | 4      | 3      | 4      | 4      |        | 4      |
| Quelle    | [ 5 ]  | [ 7 ]  | [ 8 ]  | [ 9 ]  | [ 10 ] | [ 11 ] | [ 12 ] | [ 13 ] | [ 14 ] | [ 1 ]  |

## Religion
Der Ort ist römisch-katholisch geprägt und war ursprünglich nach St. Johannes der Täufer (Kronach) gepfarrt, seit dem 19. Jahrhundert ist die Pfarrei Mariä Geburt (Glosberg) zuständig.